# Jerry Lynn
Jeremy «Jerry» Lynn (nacido el 12 de junio de 1963) es un luchador profesional retirado estadounidense. Trabajó para empresas cómo WCW, ECW, la WWF, TNA y ROH. Lynn ha sido dos veces Campeón Mundial, tras haber obtenido un reinado como Campeón Mundial de la ECW y un reinado como Campeón Mundial de ROH. Además, posee un reinado como Campeón Peso Ligero de la WWF, dos como Campeón de la División X de TNA, dos como Campeón Mundial en Parejas de la NWA y uno como Campeón Intercontinental de Pesos Ligeros de la WWA. En diciembre de 2012 Dave Meltzer describió a Lynn como "uno de los trabajadores más infravalorados del último cuarto del siglo". Lynn se retiró de la lucha libre profesional el 23 de marzo de 2013, exactamente 25 años después de su debut.

## Carrera en lucha libre profesional

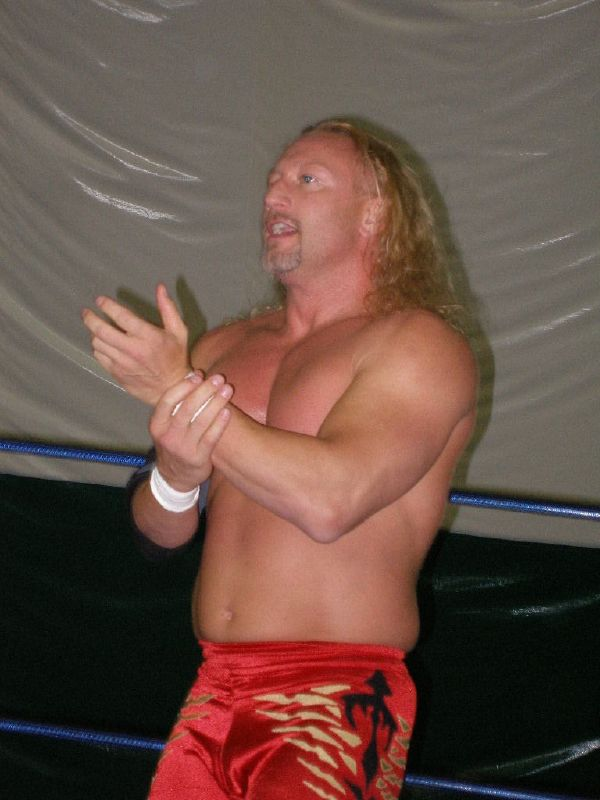
El luchador profesional Jerry Lynn en un espectáculo de la WCWA en agosto de 2007.

### Inicios (1988-1995)
Lynn se inició en la lucha libre en marzo de 1988 en varias promociones independientes en las áreas de Minnesota y Michigan, empezando en Pro Wrestling America, tuvo una pequeña parada en la empresa Smoky Mountain Wrestling. Después de pasar por PWA, Lynn luchó para la Global Wrestling Federation (GWF) con base en Dallas, Texas. Ahí conquistó el Campeonato de Pesos Ligeros de la GWF.

### World Championship Wrestling (1995-1997)
Lynn empezó en la WCW como el enmascarado Mr. J.L. Se unió a la división cruiserweight en donde tuvo que luchar contra luchadores mexicanos y una gran variedad de luchadores de otras partes como Chris Benoit, Dean Malenko, Eddie Guerrero, Sabu, Chris Jericho y Alex Wright. Lynn se rompió un brazo el 18 de diciembre de 1995, en una lucha contra Dean Malenko que iba a salir al aire una semana después en Nitro. Él también luchó un par de combates en Saturday Night cómo él mismo. Uno de sus últimos combates importantes en la WCW tomó lugar en Clash of Champions XXXV donde sufrió una derrota en un Six-Man Tag Team Match contra Chris Jericho, Super Calo y Chavo Guerrero. Mientras estaba lesionado, Eric Bischoff lo despidió de WCW.

### Extreme Championship Wrestling (1997-2001)
Después de dejar la WCW, Lynn se unió a la ECW. Al arribar, Lynn se involucró en un feudo con Justin Credible, resultando en una serie de batallas que terminó en el PPV, Heatwave '98, donde Credible ganó. Después de esto, Lynn tuvo un feudo con Lance Storm y Mikey Whipwreck, un feudo que se detuvo por la salida de Whipwreck a la WCW.
Una vez que el feudo de Lynn terminó, Lynn entró en el combate por el ECW World Television Championship contra Rob Van Dam en Living Dangerously en 1999. El final del combate vio a Lynn ganando el título contra Van Dam (el tiempo límite expiró y Lynn fue recompensado con el título por la decisión del árbitro en lugar de pinfall o sumisión). A pesar de la victoria, el pidió una prórroga de cinco minutos, donde fue derrotado por pinfall después de un Five-Star Frog splash. Como Lynn no ganó el combate, él se autonombró "The New F'N Show", burlándose del seudónimo de RVD, "The Whole F'N Show", clamando ser el que despojaría a RVD de su título. Mientras que Flynn tuvo oportunidades para ganar el título, él no pudo ganarlo antes de que RVD fuera despojado de su título después de sufrir una fractura de tobillo. Por el mismo tiempo, Lynn también sufrió una fractura de tobillo, sacándolo de acción. En su regreso a la ECW, Lynn retó a RVD a otro combate en Hardcore Heaven, donde Lynn ganó después de una interferencia de Scotty Anton. 
El 1 de octubre de 2000 en Anarchy Rulez, Lynn derrotó a Justin Credible por el ECW World Heavyweight Championship. Retuvo el título por un mes, con una defensa exitosa contra Steve Corino, pero perdió el título en la revancha. En el último pago por visión de la ECW en 2001, Guilty as Charged, Lynn estuvo en el evento principal, perdiendo contra RVD después de un Van Terminator

### World Wrestling Federation (2001)
Después de que la Extreme Championship Wrestling fuera comprada por la WWF, Jerry Lynn una de las estrellas de la ECW, debutó en la WWF. Él luchó en Backlash contra Crash Holly ganando el WWF Lightheavyweight Championship. Luego de defender el título por varias ocasiones, lo perdió contra Jeff Hardy en la edición de SmackDown! del 5 de junio de 2001. Luego se mantuvo luchando por Heat, Jakked y Metal. Su lucha más importante fue sin duda alguna la que tuvo el 5 de julio de 2001 en Heat al enfrentarse a su archirrival de ECW; Rob Van Dam, en aquel entonces Campeón Hardcore de la WWF.

## Campeonatos y logros
- Ring of Honor
  - ROH World Championship (1 vez)

- Total Nonstop Action Wrestling
  - TNA X Division Championship (2 veces)
  - NWA World Tag Team Championship (1 vez) - A.J. Styles

- Extreme Championship Wrestling
  - ECW World Heavyweight Championship (1 vez)

- World Wrestling Federation
  - WWF Lightheavyweight Championship (1 vez)

- Datos: Q953936
- Multimedia: Jerry Lynn / Q953936